# هاري فوربس (لاعب دوري الرغبي)
هاري فوربس (بالإنجليزية: Harry Forbes)‏ هو لاعب دوري الرغبي أسترالي، ولد في 1914، وتوفي في 1995.